# Kolleen Casey
Kolleen Casey (Saint Paul, 3 de novembro de 1959) é uma ex-ginasta estadunidense, que competiu em provas de ginástica artística.
Casey fez parte da equipe estadunidense que disputou os Jogos Pan-americanos da Cidade do México, no México. Neles, foi membro da seleção pentacampeã por equipes, ao superar as canadenses. Individualmente, subiu ao pódio ainda em três disputas: no individual geral, foi a medalhista de broze, em prova vencida pela companheira de time Roxanne Pierce; nos aparelhos, venceu ainda do salto sobre o cavalo e conquistou a prata nas barras assimétricas, ao não ultrapassar a nota da compatriota Ann Carr. Ao longo da carreira, competiu nos Jogos Olímpicos de Montreal, em 1976 no Canadá, no qual não subiu ao pódio e atingiu, como melhor colocação, o sexto lugar coletivo.